# Amt Klützer Winkel
La comunità amministrativa di Klützer Winkel (Amt Klützer Winkel) si trova nel circondario del Meclemburgo Nordoccidentale nel Meclemburgo-Pomerania Anteriore, in Germania.

## Suddivisione
Comprende 6 comuni (abitanti il 31 dicembre 2022):
1. Boltenhagen (2 633)
2. Damshagen (1 354)
3. Hohenkirchen (1 222)
4. Kalkhorst (1 836)
5. Klütz, città * (3 153)
6. Zierow (781)

Il capoluogo è Klütz.